# Accretie (astrofysica)
Accretie (Latijn: accretio, toename) is in de sterrenkunde het proces waarbij materie samentrekt zodat er uit veel kleine deeltjes een aantal grote ontstaan. Als grotere objecten gevormd worden door accretie komt een enorme hoeveelheid energie vrij. Wetenschappelijke modellen laten zien dat hemellichamen, zoals sterren en planeten op deze manier kunnen ontstaan.

## Accretie van stof en gas in het Heelal
Er zijn twee manieren waarop accretie in de ruimte kan plaatsvinden: samentrekken van materie ten gevolge van de eigen gravitatiekracht en samentrekken van materie ten gevolge van de elektrostatische ladingen van deeltjes.

### Accretie door gravitatie
De Melkweg, het sterrenstelsel waar de Zon en het Zonnestelsel deel van uitmaken, bevat grote hoeveelheden gas en stof in de vorm van nevels en gaswolken. Een gaswolk of moleculaire wolk kan, als de dichtheid op sommige plekken groot genoeg is, onder zijn eigen massa beginnen samen te trekken. Dit proces kan ook opgestart worden door een drukgolf (bijvoorbeeld afkomstig van een supernova), die door de wolk trekt. De samentrekkende wolk materie vormt een zogenaamde accretieschijf. Accretieschijven komen voornamelijk voor bij kleinere sterren of in de overblijfselen van een ster in een compact binair systeem. Waarschijnlijk komt accretie ook voor rond zwarte gaten in het centrum van sterrenstelsels. Het gas dat rond het massieve object cirkelt verliest hoekmoment. Er is echter ook nog de tangentiale snelheid. Het resultaat is dat de materie naar het object toe spiraliseert in een accretieschijf.

### Accretie door elektrostatische krachten
Het tweede proces van accretie in het Heelal is accretie door de adhesie van microscopisch stof en ijsdeeltjes ten gevolge van elektrostatische krachten. Hierdoor ontstaan planeten rond sterren. Terwijl de planeet aan het vormen is wordt ze een protoplaneet genoemd. De materieverdichtingen die zo ontstaan worden planetesimalen genoemd. Terwijl de protoplaneet meer en meer materie opslaat neemt haar massa toe en begint zij ook materie in te vangen onder haar zwaartekracht zoals onder het eerste punt hiervoor beschreven. Het is zelfs mogelijk dat zij andere planetisimalen opslorpt. Ringen rond planeten zouden te verklaren zijn doordat er niet genoeg materie voorhanden was om een planeet te vormen.